# Da Corleone a Brooklyn
Da Corleone a Brooklyn és una pel·lícula italiana, dirigida per Umberto Lenzi el 1979. Fou rodada simultàniament a Itàlia i a Nova York. La pel·lícula ha estat definida com l'avinença i la desavinença entre Maurizio Merli i Mario Merola, i, encara que els dos només es troben al final. Merola aquí interpreta un personatge fora dels estereotips de la paròdia.

## Argument
Barresi és a la presó a l'espera de judici. La policia americana entra en contacte amb Berni, i li demana que aporti un testimoni per acusar el mafiós i portar-lo davant la justícia. Berni investiga el passat de Barresi descobrint l'existència de dos testimonis d'un assassinat comès pel cap de la màfia: Liana i Salvador Scalia. Salvatore Scalia ha estat arrestat fa poc per la policia després d'un tiroteig amb el mateix Berni, després d'un assassinat mafiós a compte de Barresi. Michele Barresi des d'Amèrica va encarregar l'assassinat de la dona, germana de Salvatore, convençut que el seu germà va morir en el tiroteig amb la policia, a causa d'una notícia falsa en els diaris.
Berni agafa el testimoni, i troba l'últim testimoni, Salvatore Scalia, un dels valors més forts dels homes d'honor: la venjança. El mafiós es penedeix, i accepta testificar en el judici contra Barresi. El comissari i el testimoni haurà de treballar intensament per a arribar viu als EUA, sent víctimes de nombrosos atacs dels homes de Barresi, veient que no està mort el testimoni. Un dels oficials de Berni és ferit i no pot continuar la missió. L'exdona de Jorge Berni, Paola, els ajudarà als dos a arribar a l'aeroport Leonardo da Vinci a temps pel vol. Als EUA, els problemes no acaben: Berni i Barresi coneixen el tinent Sturges, que trobarà un hotel pel penedit i el comissari, i també els donen una escorta. El procés de Barresi tindrà lloc l'endemà, i Sturges recomana Berni i Scalia que arribin a temps: el jutge és un tipus molt precís i també podria tornar a l'acusat la llibertat sota fiança en cas d'absència del testimoni. La mateixa nit, Berni, després d'una entrada a l'habitació d'un cambrer (que segons Berni va a la recerca d'alguna cosa), el comissari i el penedit opten per trobar un lloc més segur: un immigrant napolità, vell amic del comissari, una taverna i alguns llits. La màfia americana segueix les petjades de Berni i Scalia al restaurant, i després d'un altre tiroteig, en què els dos escapen per sort, Scalia se les arregla per escapar del seu amic i enemic. La màfia americana segueix les petjades de Berni i Scalia fins al restaurant, i després d'un altre tiroteig, en què els dos escapen per sort, Scalia se les arregla per escapar del seu amic i enemic. La seva intenció és clara, i ja ho havia manifestat a Itàlia: matar Barresi i venjar la seva germana, sense passar per la justícia italiana o nord-americanas. Falta poc pel procés, i Berni tem de no ser-hi a temps, i sobretot per la probable absència de Scalia. Després d'una persecució a peu Berni agafa Barresi, però alguns gàngsters, Berni reconeixent en Berni un "policia menjaspaghetti" i en Scalia un camarada en dificultats, apallissen el policia i alliberen de nou Barresi, però la policia intervé a temps per evitar que es torni a escapar.

## Repartiment
- Maurizio Merli: Tinent Berni
* Mario Merola: Michele Barresi
* Van Johnson: Tinent Sturges
* Biagio Pelligra: Salvatore Scalia
 * Venantino Venantini: Tinent Danova
* Nando Marineo: l'ajudant de Berni
* Salvatore Billa: Giuseppe Caruso
* Sonia Viviani: Liana Scalia
 *Laura Belli: Paola